# 贝斯 (埃及神祇)
貝斯（Bes）是古埃及的一個神祇。祂身材矮小，一雙腳是畸形的。祂整天都是高興的，愛管閒事，是一個保護家庭、孩子和工作的家神。此外，祂還保護婚禮和分娩，也是一位保護音樂和舞蹈的神祇。
貝斯是古埃及比較小的眾神之一，從很早年代已經開始，埃及各地已經都供奉著祂，雖然面孔不同，名字也各有不同，但祂們的任務都是消災解難。

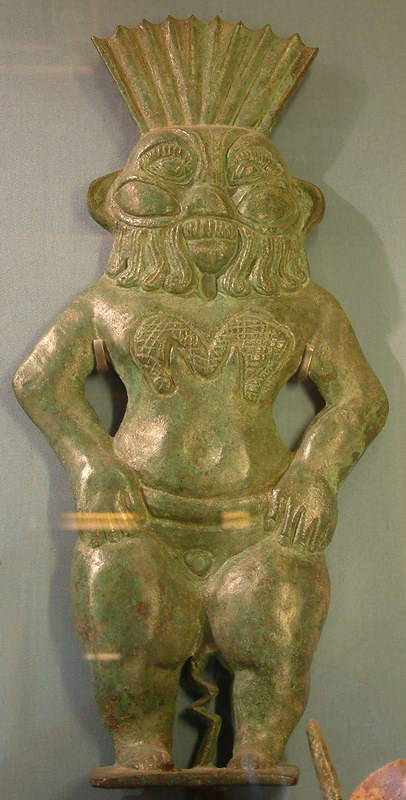
埃及的貝斯雕像，現藏於巴黎羅浮宮